# New (Album)
New (auch NEW) ist das 17. Soloalbum von Paul McCartney. Es ist einschließlich der Wings-Alben, der Fireman-Alben, der klassischen Alben, der Livealben und Kompilationsalben das 45. Album von Paul McCartney nach der Auflösung der Band The Beatles. Es wurde am 11. Oktober 2013 in Deutschland, am 14. Oktober 2013 in Großbritannien und am 15. Oktober 2013 in den USA veröffentlicht.

## Entstehung
Seit seinem Studioalbum Kisses on the Bottom aus dem Jahr 2012 erschien am 17. Dezember 2012 die Download-Single Cut Me Some Slack, die Paul McCartney mit den ehemaligen Mitgliedern der Musikgruppe Nirvana, Dave Grohl, Krist Novoselić und Pat Smear einspielte. Das Lied Cut Me Some Slack wurde während des Benefizkonzerts 12-12-12: Konzert für Sandy-Opfer (Original: 12-12-12: Concert for Sandy Relief) am 12. Dezember 2012 im Madison Square Garden in New York in dieser Formation vorgetragen, wo Paul McCartney mit seiner Band ebenfalls auftrat. Auf dem Benefiz-Album 12-12-12: Concert for Sandy Relief wurde nur das Lied Helter Skelter veröffentlicht. Im Juni 2012 wurde auf dem Album von Jimmy Fallon Blow Your Pants Off ein Live-Duett einer Comedy-Version des Liedes Yesterday veröffentlicht.
Am 17. Juni 2013 wurde eine weitere Download-Single mit dem Titel Out of Sight unter der Interpretenbezeichnung The Bloody Beetroots feat. Paul McCartney & Youth veröffentlicht, die sich wie Cut Me Some Slack nicht in den Charts platzieren konnte. Am 29. Oktober 2013 erschien die Neuaufnahme des Weihnachtsliedes Wonderful Christmastime von der Gruppe Straight No Chaser auf ihrem Album Under the Influence – Holiday Edition, Paul McCartney steuerte den Gesang zum Lied Wonderful Christmastime bei.
Im Jahr 2011 beschloss Paul McCartney ein neues Studioalbum aufzunehmen, wobei er mit mehreren jüngeren Produzenten im Vorwege arbeiten wollte, um sich dann für einen zu entscheiden. Diese Idee wurde verworfen, sodass für das Album vier Produzenten verwendet wurden. Als hauptverantwortlicher Produzent wurde Giles Martin, Sohn des Produzenten der Beatles, George Martin, bestimmt, und so ließ Paul McCartney die musikalischen Ideen der vier Produzenten in die Entstehung des Albums mit einfließen. McCartney sagte dazu: „Die ursprüngliche Idee war, zu ein paar Produzenten zu gehen, deren Arbeit ich liebte, um zu sehen, mit wem ich mich am besten verstand – aber es stellte sich heraus, dass ich mich mit allen verstand! Wir haben mit jedem Produzenten etwas wirklich anderes gemacht, also konnte ich mich nicht entscheiden und arbeitete schließlich mit allen vieren zusammen. Wir hatten einfach eine gute Zeit auf unterschiedliche Weise.“ Laut Aussage von Paul McCartney wurden viele Lieder in New York geschrieben, wobei seine Frau Nancy als Inspiration diente.
Erste Aufnahmen für das Album New fanden im Januar 2012 mit Paul Epworth als Produzenten in den Wolf Tone Studios in London statt. Paul Epworth und Paul McCartney entwickelten durch Improvisieren neue Lieder, hierbei handelt es sich um die Gemeinschaftskompositionen Save Us, Queenie Eye, Road und Struggle. Bei den Aufnahmen spielten Paul McCartney und Paul Epworth sämtliche Instrumente. Weitere ergänzende Aufnahmen fanden in den Hensons Studios, den Hog Hill Studios und den AIR Studios statt.
Zwischen Februar und März 2012 folgten Aufnahmen für die Lieder Hosanna, Early Days, Turned Out und Demons Dance in den AIR Studios, Hog Hill Studios und den Abbey Road Studios. Verantwortlicher Produzent war hier Ethan Johns, dessen Vater, Glyn Johns, einer der drei Produzenten des Beatles-Albums Let It Be war. Weitere ergänzende Aufnahmen fanden in den Hensons Studios und den Abbey Road Studios statt.
Im Januar und Februar 2012 nahm Paul McCartney mit dem Produzenten Mark Ronson, der auch der DJ auf der Hochzeit von Paul McCartney und Nancy Shevell war, die Lieder New und Alligator auf, weitere Aufnahmen erfolgten im Juli 2013. Laut einigen Quellen soll noch das Lied The Secret Life of a Party Girl von Mark Ronson produziert worden sein. Weitere ergänzende Aufnahmen für die Lieder fanden in den Hensons Studios, den Avatar Studios und den A.I.R. Studios statt.
Zwischen März und Mai 2012 begab sich Paul McCartney auf Tournee in Europa und Südamerika, die Tournee lief unter der Bezeichnung On The Run Tour. Am 4. Juni trat McCartney während des The Queen’s Diamond Jubilee Concert auf, wo er fünf Lieder spielte. Weiterhin trat McCartney am 27. Juli 2012 während der Eröffnungsfeier der Olympischen Sommerspiele 2012 in London auf und spielte die Lieder The End und Hey Jude.
Mit Giles Martin, dem vierten und letzten Produzenten des Albums, wurden zwischen März und Mai 2013 die Lieder On My Way to Work, Everybody Out There, I Can Bet, Get Me Out of Here, Looking at Her, Appreciate, Scared und Hell to Pay in den Hog Hill Studios und A.I.R Studios aufgenommen. Weitere ergänzende Aufnahmen fanden in den Hensons Studios, den Hog Hill Studios und den Abbey Road Studios statt.
Es ist nicht dokumentiert, wann die Aufnahmearbeiten zum Album abgeschlossen wurden, da Paul McCartney angebliche Stimmbandprobleme im Jahr 2012 hatte und einige Gesangsteile neu aufgenommen wurden.
Das Album wurde am 29. August 2013 nach einer Reihe von kryptischen Tweets auf McCartneys offiziellem Twitter-Account angekündigt, von denen jeder eine einzige Aussage enthielt, die auf „New“ folgen kann. Die Wörter waren unter anderen: castle, born, York, Moon, Orleans, Zealand. Am 11. Oktober 2013 wurde das Album veröffentlicht, zuvor hatte McCartney bereits am 21. September 2013 während des „iHeart Radio Music Festivals“ die Lieder Save Us, New und Everybody Out There vorgestellt.
Bedingt durch die Übernahme der EMI durch die Universal Music Group im Jahr 2011 wurde das Album New in Großbritannien wiederum von der EMI / Virgin Music veröffentlicht, nachdem Paul McCartney sich im Jahr 2007 von der Tonträgergesellschaft EMI getrennt hatte und zur Hear Music / Universal Music Group gewechselt war.
Das Album New war in Deutschland (elftes Top-Ten-Album), Großbritannien (26. Top-Ten-Album) und in den USA (19. Top-Ten-Album) kommerziell erfolgreich. Das Album wurde in Europa auch als Vinyl-Album mit zwölf Liedern veröffentlicht.

## Covergestaltung
Das Cover entwarf die Firma Yes und Ben IB, das Coverkonzept stammt von Rebecca und Mike (die Nachnamen werden im CD-Begleitheft nicht aufgeführt). Der CD liegt ein 20-seitiges bebildertes Begleitheft bei, das Information zum Album, die Liedtexte und zu den Liedern enthält. Die Fotografien des CD-Inlays stammen von Mary McCartney, MJ Kim, Jamie Kirkham und Stills. Auf der Innenseite des aufklappbaren CD-Pappcovers steht die von Paul McCartney geschriebene Entstehungsgeschichte des Albums.

## Titelliste
Drei Lieder komponierte Paul McCartney mit Paul Epworth zusammen, die restlichen Lieder des Albums alleine.
1. Save Us (Paul McCartney/Paul Epworth) – 2:39
2. Alligator – 3:27
3. On My Way to Work – 3:43
4. Queenie Eye (Paul McCartney/Paul Epworth) – 3:47
5. Early Days – 4:07
6. New – 2:56
7. Appreciate – 4:28
8. Everybody Out There – 3:21
9. Hosanna – 3:29
10. I Can Bet – 3:21
11. Looking at Her – 3:05
12. Road (Paul McCartney/Paul Epworth) – 7:39
  - Scared (Hidden Track enthalten im Lied Road) – 2:48

### Deluxe Edition
(Quelle: )
1. Turned Out – 2:59
2. Get Me Out of Here – 6:15
  - Scared (Hidden Track enthalten im Lied Get Me Out of Here) – 2:48

### Japanische Deluxe Edition
(Quelle: )
1. Struggle (Paul McCartney/Paul Epworth) – 7:58
  - Scared (Hidden Track enthalten im Lied Struggle) – 2:48

### Weitere Sonder-Editionen
- Die US-amerikanische Handelskette Target verkaufte ab 15. Oktober 2013 die Deluxe-Edition mit einer zusätzlichen 22-minütigen DVD, die ein Interview mit Paul McCartney unter dem Titel A Rendevouz with Paul McCartney und Ausschnitte aus der Out There-Tour zeigt.[11]
- Am 7. Mai 2014 wurde in Japan eine weitere Deluxe-Version (Japan Tour Edition) mit einer zusätzlichen 80-minütigen DVD veröffentlicht, die neben dem Interview „A Rendevouz with Paul McCartney“, eine 47-minütige Dokumentation über die Entstehung des Albums, die Musikvideos New (Lyric Video) und Queenie Eye, sowie die beiden Lieder Save Us und Everybody out There vom Konzert vom 21. November 2013 im Tokyo Dome enthält.[12] Das Cover der japanischen Deluxe-Version wurde neu gestaltet.[13]
- Am 7. November 2014 wurde international die Collector’s Edition veröffentlicht, bestehend aus zwei CDs und einer DVD, die in einem rechteckigen Hardcoverbuch (19,5 cm × 14 cm) eingebettet sind, das bebilderte Buch enthält 32 Seiten:[14]
  - CD 1: Die handelsübliche Deluxe Edition des Albums New mit 15 Titeln, wobei das Lied Scared anspielbar ist und somit kein Hidden Track mehr ist.
  - CD 2 hat folgenden Inhalt:

1. Struggle – 4:50
2. Hell to Pay – 4:00
3. Demon’s Dance – 3:51
4. Save Us (Live at Tokyo Dome 2013) – 2:41
5. New (Live at Tokyo Dome 2013) – 2:40
6. Queenie Eye (Live at Tokyo Dome 2013) – 3:42
7. Everybody Out There (Live at Tokyo Dome 2013) – 3:50

- Die DVD hat folgenden Inhalt:

1. Something New – 47:14
2. New Interview – 9:41
3. MGM Grand For iHeartRadio Music Festival – 2:35
4. Hollywood Boulevard with Jimmy Kimmel – 1:39
5. NBC Studios with Jimmy Fallon – 2:01
6. Times Square – 2:44
7. The Shard – 1:34
8. BBC Maida Vale Studios – 3:17
9. The London Studios with Graham Norton – 2:28
10. Covent Garden and HMV Oxford Street – 2:52
11. Queenie Eye (Music Video) – 4:14
12. Save Us (Music Video) – 2:58
13. Appreciate (Music Video) – 5:58
14. Early Days (Music Video) – 5:23
15. Making of Queenie Eye – 6:52
16. Making of Appreciate – 8:24
17. Making of Early Days – 8:52

## Weitere Informationen zu einzelnen Liedern
- Der Text zu dem Lied Queenie Eye basiert auf einem Kinder-Abzählreim eines Spiels aus der Jugend von Paul McCartney.
- Early Days hat einen autobiografischen Text, der die Zeit von John Lennon und Paul McCartney vor dem Erfolg der Beatles beschreibt.
- On My Way to Work[15] behandelt die Jugendzeit von Paul McCartney in Liverpool.

In Quellen wird erwähnt, dass insgesamt 22 Lieder aufgenommen wurden, da bis November 2014 insgesamt 18 Lieder veröffentlicht wurden, bleiben vier unveröffentlicht. Es ist aber nicht nachweisbar, dass diese Lieder existent sind.

## Wiederveröffentlichung
- Am 18. Mai 2018 wurde das auf 180 Gramm transparentem rosafarbenen Vinyl gepresste Album von Capitol Records veröffentlicht,[16] weiterhin wurde auch die CD-Version wiederveröffentlicht.

## Single-Auskopplungen

### New

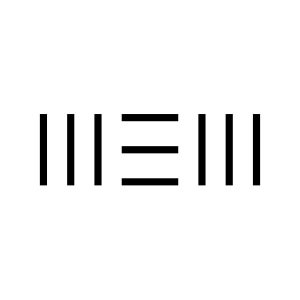
Cover der Single New

Am 29. August 2013 wurde die Download-Single New veröffentlicht, eine physikalische Singleveröffentlichung erfolgte nicht. In Großbritannien und in den USA wurden Promotion-CD-Singles hergestellt.

### Queenie Eye
Am 24. Oktober 2013 wurde die zweite Download-Single Queenie Eye veröffentlicht, eine physikalische Singleveröffentlichung erfolgte wiederum nicht. In Großbritannien wurde eine Promotion-CD mit einer gekürzten Version (Radio Edit) verteilt und in den USA wurden Promotion-CD-Singles in zwei verschiedenen Versionen hergestellt:
- Queenie Eye (RadioEdit) / Queenie Eye (Album Version)[21]
- Queenie Eye (Radio Edit) / Queenie Eye (Album Version) / Queenie Eye (Dialogue explaining the Song) / Queenie Eye (Short Song Introduction)[22]

### Save Us
- Am 31. März 2014 wurde die dritte Download-Single Save Us veröffentlicht. In Großbritannien[23] und in den USA[24] wurden Promotion-CDs hergestellt.

### Appreciate
Am 16. Mai 2014 wurde die vierte Download-Single Appreciate veröffentlicht.

### Early Days
Am 7. Juli 2014 wurde die fünfte Download-Single Early Days veröffentlicht.

### Musikvideos
Es wurde ein Musikvideo zu dem Lied Queenie Eye hergestellt, die Hauptdarsteller des Videos sind Meryl Streep, Johnny Depp, Kate Moss, Sean Penn, Chris Pine, Gary Barlow, Jude Law und Alice Eve. Weitere Musikvideos wurden für die Lieder New, Appreciate und Early Days produziert.

## Kommerzieller Erfolg

### Chartplatzierungen
Das Album erreichte Platz 1 in den Charts in Norwegen sowie jeweils Platz 2 in den japanischen und französischen Charts.
| ChartsChartplatzierungen       | Höchstplatzierung | Wochen |
| ------------------------------ | ----------------- | ------ |
| Deutschland (GfK)              | 6 (6 Wo.)         | 6      |
| Österreich (Ö3)                | 6 (7 Wo.)         | 7      |
| Schweiz (IFPI)                 | 12 (5 Wo.)        | 5      |
| Vereinigte Staaten (Billboard) | 3 (14 Wo.)        | 14     |
| Vereinigtes Königreich (OCC)   | 3 (7 Wo.)         | 7      |

### Auszeichnungen für Musikverkäufe
| Land/Region  | Auszeichnungen für Musikverkäufe (Land/Region, Auszeichnung, Verkäufe) | Verkäufe |
| ------------ | ---------------------------------------------------------------------- | -------- |
| Japan (RIAJ) | Gold                                                                   | 100.000  |
| Polen (ZPAV) | Gold                                                                   | 10.000   |
| Insgesamt    | 2× Gold ·                                                              | 110.000  |

Hauptartikel: Paul McCartney/Auszeichnungen für Musikverkäufe